# Стоин, Васил
Васи́л Стоя́нов Сто́ин (болг. Васил Стоянов Стоин; 5 декабря 1880, Самоков, Болгария — 1 декабря 1939, София, Болгария) — болгарский музыковед, фольклорист и педагог. Отец фольклористки Елены Стоин.

## Биография
Начальное музыкальное образование получил в Самоковской духовной семинарии. Работал сельским учителем и записывал народные песни. В 1907—1910 годах учился в Брюссельской консерватории, по окончании которой преподавал в различных болгарских городах, также работал хоровым дирижёром. В 1926 году стал председателем Болгарского певческого союза и руководителем музыкального отдела Народного этнографического музея. С 1927 года — профессор Государственной музыкальной академии. Вёл работу по собиранию и изучению болгарского народного поэтического и музыкального творчества. Воспитал целую плеяду фольклористов: П. Стефанова, Ивана Камбурова, Райну Кацарову, Йосифа Чешмеджиева и других.

## Сочинения
- Хипотеза за българския произход на диафонията. 1925.  (фр.)
- Към българските народни напеви, Известия на Народния етнографски музей, кн. 3-4. — София, 1924.
- Българската народна музика. Метрика и ритмика. — София, 1927.
- Народни песни от Тимок до Вита. — София, 1928.
- Народни песни от Средна Северна България. — София, 1931.
- Родопски песни. — София, 1934. (совм. с Ангелом Букорештлиевым и Райной Кацаровой)
- Български народни песни от Източна и Западна Тракия. — София, 1939.